# Bahnhof Wasserauen

Der Bahnhof Wasserauen ist ein Bahnhof der Appenzeller Bahnen in der Ortschaft Wasserauen im Schweizer Kanton Appenzell Innerrhoden. Er ist der Endbahnhof der Bahnstrecke Gossau SG–Wasserauen.

## Geschichte

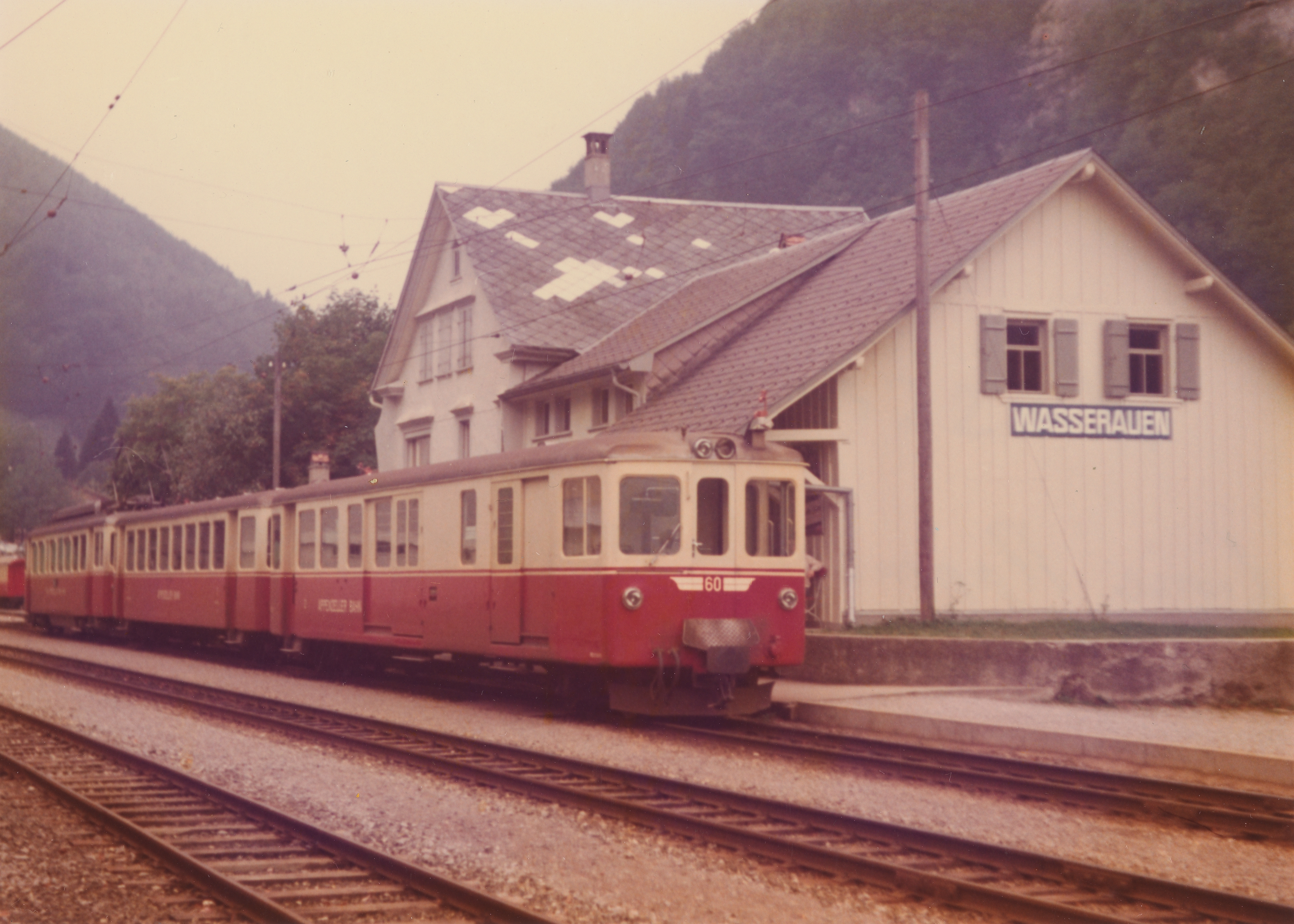
Stationsgebäude mit Pendelzug (1975)

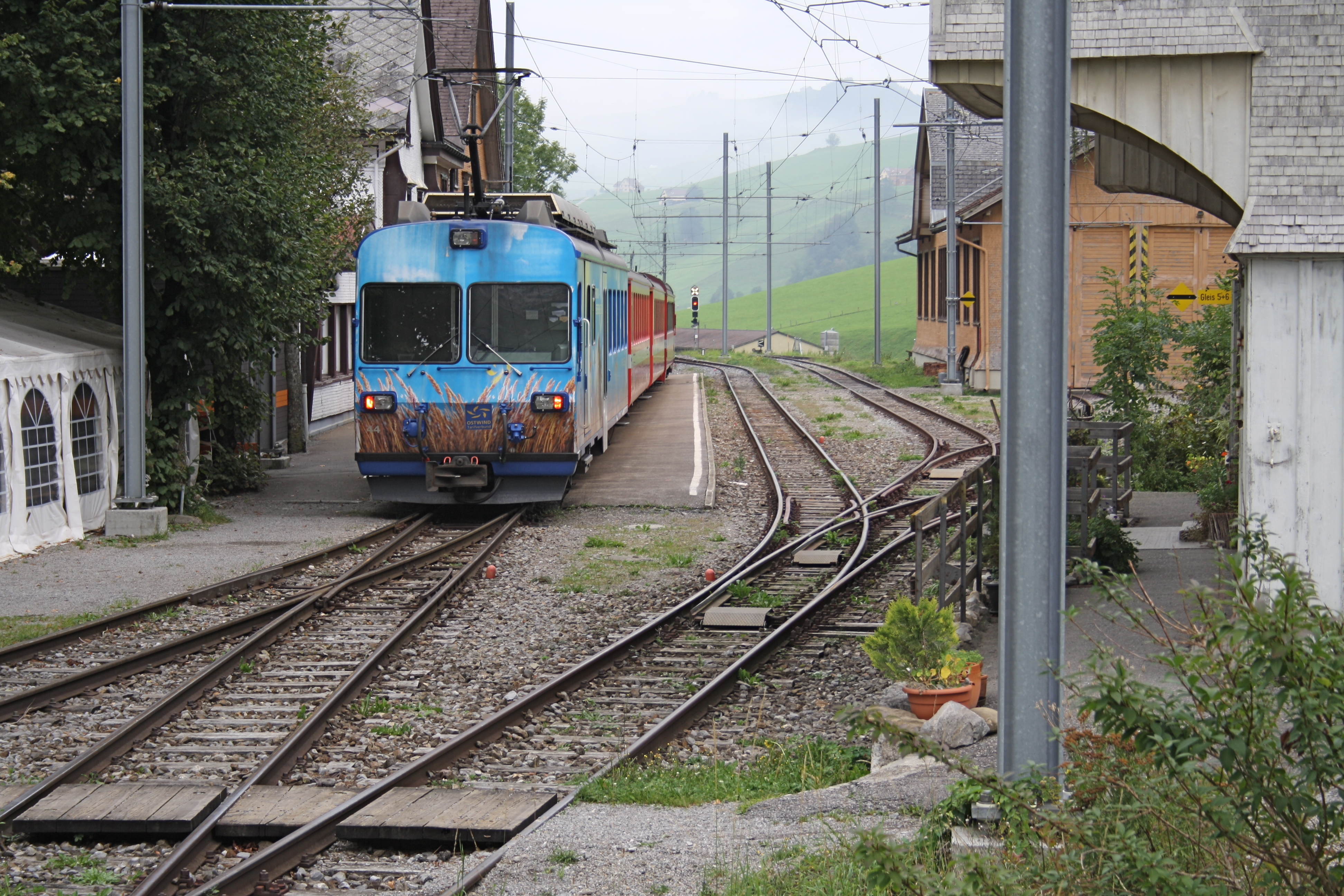
BDe 4/4 44 im Bahnhof Wasserauen (2009)

Das Alpsteingebiet entwickelte sich ab Mitte des 19. Jahrhunderts zu einem beliebten Ausflugsziel und Naherholungsgebiet. Die Geschichte des Bahnhofs Wasserauen ist eng mit dem aufkommenden Tourismus verbunden. In den Folgejahrzehnten stieg die Nachfrage, den Säntis über ein bequemes Transportmittel zu erschliessen, an. So entstanden zur Realisierung dieses Unterfangens Ende des 19. Jahrhunderts und zu Beginn des 20. Jahrhunderts diverse Projekte. Es gab unter anderem die Idee, eine Eisenbahnstrecke von Appenzell über Wasserauen bis auf den Säntis zu bauen. Im Bahnhof Wasserauen sollte dabei der Wechsel von der Talbahn auf die eigentliche Bergbahn (Zahnradbahn) erfolgen. Die Bundesbehörden erteilten mehrere Bahnkonzessionen für die Strecke, welche in der Folge jedoch wieder erloschen, da die Projekte nicht finanziert werden konnten.

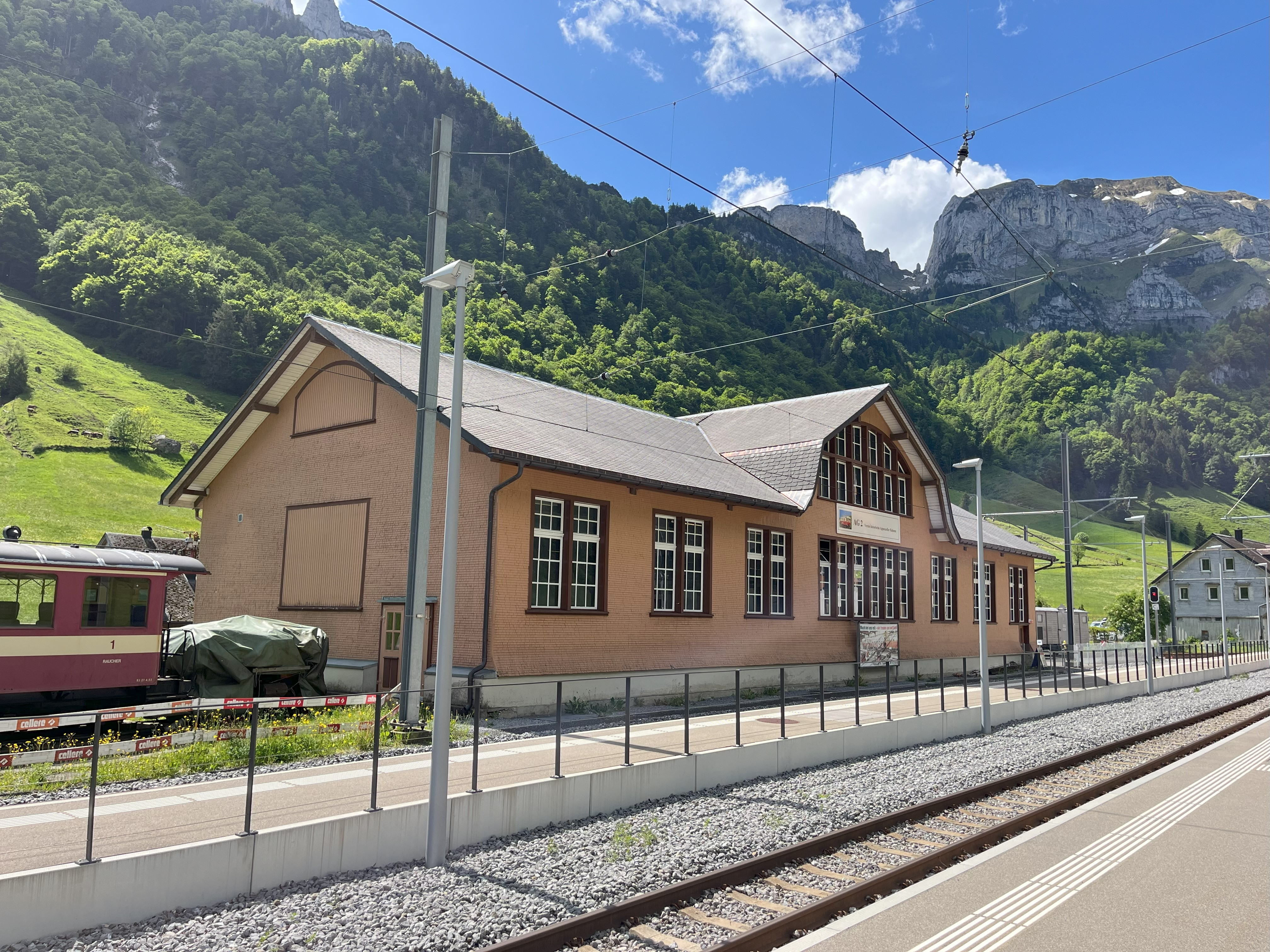
Remise (2024)

Die finanziellen Mittel genügten lediglich für die 6,2 Kilometer lange Teilstrecke von Appenzell nach Wasserauen, deren Bau von 1911 bis 1912 dauerte. Am Endbahnhof Wasserauen, welcher zu jener Zeit weiterhin als Ausgangspunkt für eine mögliche Bergstrecke angedacht war, wurde eine grosszügige Bahnanlage errichtet.
Im Stationsgebäude entstanden Diensträume für die Bahn, eine Wartehalle und ein Restaurant. Zudem wurde auf der anderen Gleisseite eine dreigleisige Remise für die Unterbringung der Fahrzeuge gebaut. Nebenan befand sich eine Scheune, welche zu einer Werkstätte umfunktioniert wurde. Darin enthalten waren zusätzlich eine Wohnung für den Depotchef sowie Übernachtungsmöglichkeiten für das Bahnpersonal. Für den Bau der Anlage musste sogar ein bereits am Standort bestehendes Gasthaus verschoben werden. Die 1912 fertiggestellten Gebäude bestehen in umgebauter Form heute noch.
Die erhofften Tourismusströme nach Wasserauen blieben in den Jahren nach der Eröffnung vorerst aus, und auch die Benutzung der Bahnstrecke von der einheimischen Bevölkerung beschränkte sich auf ein Minimum. Der Weiterbau der ursprünglich geplanten Bergbahn wurde neben den Finanzierungsproblemen auch vom Ersten Weltkrieg verhindert. Die Nutzungszahlen der Eisenbahn waren lediglich an Sommerwochenenden mit schönem Wetter hoch und stiegen vermehrt erst ab den 1940er-Jahren mit dem aufkommenden Alpinismus an.
In den 1930er-Jahren musste die ursprüngliche Idee einer Eisenbahn von Wasserauen auf den Säntis aufgegeben werden, denn ein anderes Projekt konnte sich durchsetzen. Seit 1935 kann der Säntis von der Schwägalp aus mit der Säntis-Schwebebahn erreicht werden.

## Heutige Nutzung

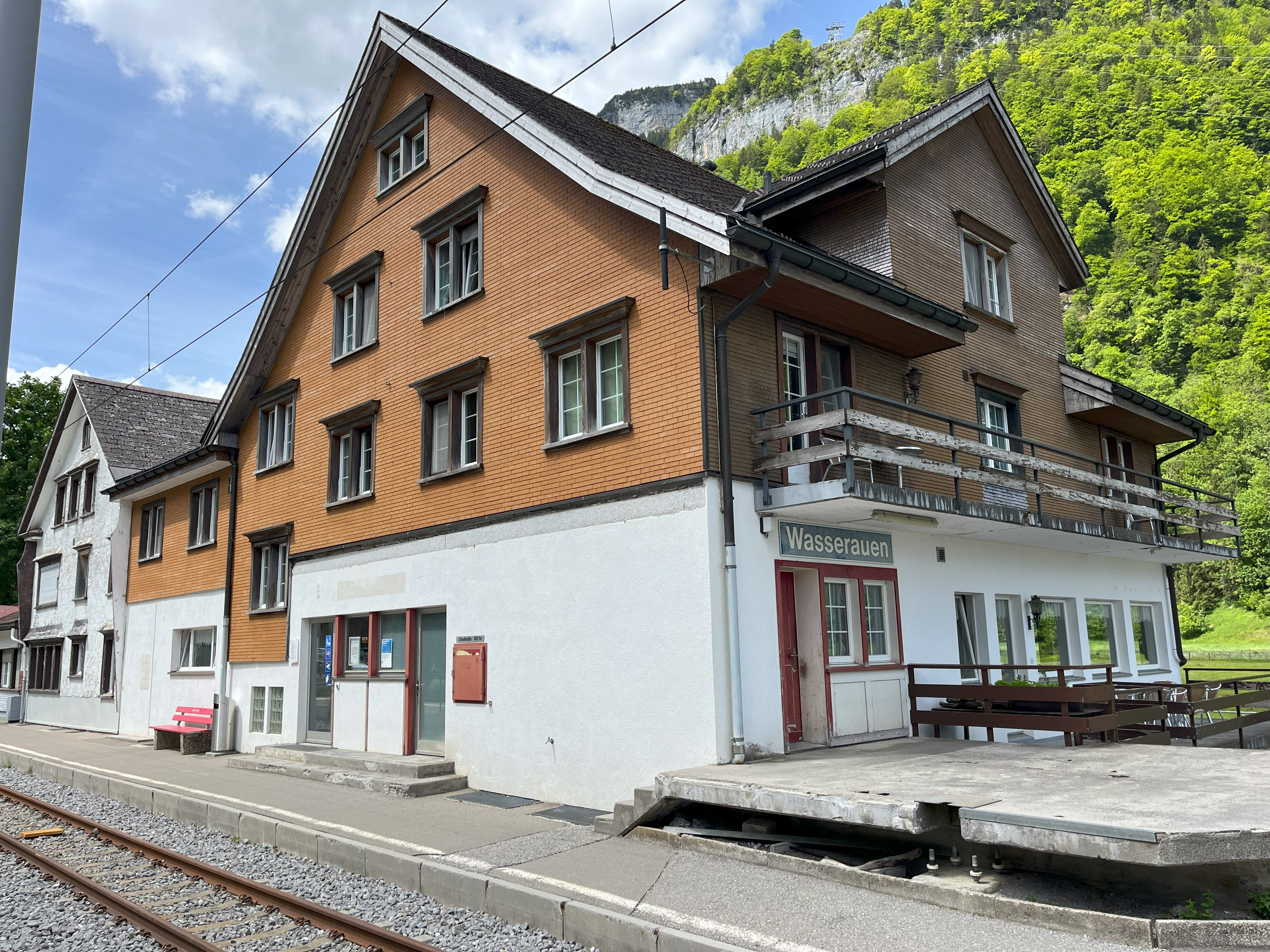
Stationsgebäude (2024)

Der Bahnhof und die Bahnhofsgebäude werden heute neben dem regulären Bahnverkehr teilweise anders genutzt als noch bei der Eröffnung 1912. In einem modernen Anbau verfügt der Bahnhof über ein saisonales Selbstbedienungsrestaurant. Weiter gibt es im Stationsgebäude einige Zimmer und kleine Wohnungen. In der ehemaligen Remise befindet sich ferner das Museum Appenzeller Bahnen, wo unter anderem historische Fahrzeuge der Appenzeller Bahnen ausgestellt sind.

## Betrieb
Die Züge der Appenzeller Bahnen bedienen die Bahnstrecke Gossau SG–Wasserauen im Halbstundentakt:
- S 23 Gossau SG – Herisau – Urnäsch – Appenzell – Wasserauen

## Tourismus
Der Bahnhof Wasserauen ist Ausgangspunkt für zahlreiche touristische Aktivitäten im Alpstein-Gebirge. In unmittelbarer Nähe befindet sich die Talstation der Luftseilbahn Wasserauen–Ebenalp, welche auf die Ebenalp hochfährt. Zahlreiche Wanderziele des Alpsteins sind von Wasserauen aus erreichbar, wie unter anderem der Seealpsee, die Ebenalp, der Äscher, der Schäfler, das Wildkirchli oder der Säntis. Zudem liegt gleich neben dem Bahnhof ein Landeplatz für Gleitschirmflieger.